# German Doctors
 (janvier 2016).
German Doctors e.V. est une organisation d’aide humanitaire. Elle agit majoritairement dans les zones des pays en développement nécessitant des aides médicales d’urgence, notamment dans les bidonvilles des grandes métropoles ou dans les régions rurales reculées ; chaque année, environ 350 médecins sont envoyés à l'étranger.[réf. souhaitée]

## Histoire
C’est Bernhard Ehlen, père jésuite, qui crée German Doctors à Francfort en 1983, après une mission d’aide aux réfugiés en Somalie 1981. Il souhaite envoyer des médecins allemands dans des zones pauvres ou dans des régions en crise. Pour attirer plus de volontaires, l’organisation propose des missions de moins de six semaines ; ainsi, les volontaires peuvent profiter de leurs vacances pour rejoindre l’organisation. Celle-ci est d’abord baptisée « Médecins pour le Tiers-Monde », puis renommée German Doctors en juin 2013, et son siège relocalisé à Bonn.

## Missions et actions
German Doctors propose une aide médicale dans les centres de santé des zones visées, mais aussi des ambulances et des dispensaires pour permettre aux plus pauvres d’avoir accès gratuitement aux soins. Pour garantir la continuité de ce projet, les volontaires sont remplacés immédiatement lorsque leur mission se termine. Il y a donc toujours plusieurs médecins actifs sur place. Ils travaillent principalement avec les infirmières et le personnel locaux, afin d’assurer l’adaptation du médecin à la culture, la mentalité et la religion des patients. 
En plus des huit projets à long terme, German Doctors soutient 66 projets partenaires dans 23 pays du monde. 
Depuis 1983, plus de 3 100 médecins ont participé à plus de 6 700 missions pour German Doctors.[réf. nécessaire] La plupart d’entre eux travaillent pendant les six semaines convenues, mais certains endossent le rôle de « médecin à long terme » pour assurer la stabilité du projet. Les seniors jouent aussi un rôle majeur dans l’organisme : une mission sur cinq est effectuée par un médecin de plus de 62 ans.[réf. souhaitée]

## Organisation internet et financement
L’association « German Doctors » est enregistrée au tribunal d’instance de Bonn en tant qu’organisation caritative à but non lucratif. Elle a été dirigée par son fondateur, Bernhard Ehlen, pendant 23 ans puis par le docteur Harald Kischlat, qui a repris les rênes de l’association en 2006.
Un curatorium, présidé par l’actrice et médecin Maria Furtwängler, agit comme un organe de contrôle pour l’association. Un autre médecin ainsi que l’ex-président de la Bundesbank Hans Tietmeyer, font également partie du curatorium.
Les médecins travaillent gratuitement et paient au moins la moitié de leur billet d’avion. Aucune forme de dédommagement n'est proposé pour les dépenses ou les frais.
Les huit projets, organisés dans cinq pays, sont majoritairement financés par des dons. En 2015, le budget de German Doctors s’est élevé à environ 8,3 millions d’euros (avec 1,4 million d’euros de fonds du ministère fédéral de la Coopération économique et 5,8 millions d’euros de donations).[réf. nécessaire]
Les dépenses entraînées par les huit projets où interviennent en permanence 36 médecins allemands, 7 médecins locaux, plus de 300 infirmières, des traducteurs, des chauffeurs ainsi que les sept programmes supplémentaires s’élevaient en 2015 à 4,7 millions d’euros. Les coûts de l’administration et des services de relations publiques ont représenté, sur cette même période, 14,1 % de cette somme. L'association German Doctors est financée par des dons, l’aide publique au développement et par des allocations fiscales.

## Polémique
Au début de l’année 2010, l’association a fait les gros titres des journaux à cause du scandale du Canisius-Kolleg de Berlin où Berhnard Ehlen avait été accusé d’abus sexuel sur un élève. À la suite de cette affaire, Bernhard Ehlen avait démissionné de son poste de président de l’association. Un membre du conseil d’administration de German Doctors était au courant des agissements de M. Ehlen mais avait gardé le silence.[réf. nécessaire]